# Adam Ludkiewicz
Adam Julian Ludkiewicz (ur. 11 lipca 1885 w Kauklach na Litwie, zm. 8 lipca 1958 w Krakowie) – profesor metalurgii stali Akademii Górniczo-Hutniczej w Krakowie.

## Życiorys
Był synem Feliksa, właściciela ziemskiego, i Antoniny z Bukowskich, bratem Zdzisława i Seweryna. Szkołę realną ukończył w 1903 w Lipawie, w latach 1903–1914 studiował w Instytucie Górniczym w Petersburgu i ukończył go jako inżynier metalurg. W trakcie studiów utrzymywał się z korepetycji i pracy doraźnej. Do 1920 pracował w Petersburgu. Po przyjeździe do Polski był do 1922 inspektorem hutniczym Urzędu Górniczego w Dąbrowie Górniczej, od 1922 związał się z krakowską AGH. Początkowo pracował jako adiunkt u profesora Henryka Korwin-Krukowskiego od 1931 jako docent metalurgii ogólnej i żelaza, od 1932 jako profesor nadzwyczajny na Wydziale Hutniczym AGH.
6 listopada 1939 aresztowany w czasie Sonderaktion Krakau, został wywieziony z gronem profesorów krakowskich do obozu Sachsenhausen. Po zwolnieniu z obozu 8 lutego 1940 i powrocie do Krakowa wraz z profesorami Mikołajem Czyżewskim, Mieczysławem Jeżewskim i Walerym Goetlem, założył Państwową Szkołę Techniczną Górniczo-Hutniczo-Mierniczą w Krakowie, która w rzeczywistości była tajną Akademią Górniczą i przetrwała całą okupację niemiecką.
Od 1945 był profesorem zwyczajnym metalurgii stali na Wydziale Hutniczym AGH, w latach 1945–1947 prodziekanem wydziału metalurgii. Był autorem ok. 70 prac z zakresu metalurgii żelaza takich jak Tablice ciepła właściwego i obliczania temperatury spalania (1925), Bilans wielkiego pieca (1930), Budowa i wymiary pieców martenowskich (1943) czy  Elektrometalurgia stali (1950). W 1945 opracował elaborat o stanie hutnictwa polskiego na konferencję poczdamską. Brał czynny udział w wyborze właściwych procesów stalowniczych w Kombinacie Metalurgicznym Huta im. Lenina w trakcie jego budowy.
Żonaty z Heleną z Budkowskich, nie miał dzieci.
Zmarł w Krakowie, pochowany na cmentarzu Salwatorskim (sektor SC7-7-37).

## Ordery i odznaczenia
- Krzyż Komandorski Orderu Odrodzenia Polski
- Krzyż Oficerski Orderu Odrodzenia Polski[2]
- Złoty Krzyż Zasługi (15 listopada 1946)[3]
- Medal Dziesięciolecia Odzyskanej Niepodległości[2]
- Medal 10-lecia Polski Ludowej (15 stycznia 1955)[4]
- Brązowy Medal za Długoletnią Służbę[2]